# 리펠알프 노면전차
리펠알프 트램(독일어: Riffelalptram, RiT)은 스위스 발레주에 체르마트 리조트 근처 위치한 고고도 트램이다. 이 노선은 리펠알프 리조트와 리펠알프역, 고르너그라트 철도를 연결하고, 이 노선을 통해 체르마트와 그 너머까지 연결한다.
리펠알프 트램은 유럽에서 가장 높은 트램 노선이다.

## 역사
오늘날의 리펠알프 리조트의 전신인 리펠알프 그랜드 호텔은 1884년 알렉산더 자일러에 의해 문을 열었다. 1898년에는 고르너그라트 철도가 개통되어 체르마트와 고르너그라트 정상을 연결했다. 노선에는 리펠알프역이 포함되어 있지만, 이것은 리조트에서 약간 떨어진 곳에 세워졌다.
역으로의 더 나은 접근을 제공하기 위해 호텔은 리펠알프 트램을 건설했다. 이 노선은 고르너그라트 철도 개통 1년 후인 1899년 7월 13일에 개통되었다. 원래 트랙은 길이가 480m이고, 550V에서 3상 AC 전원을 공급하는 트윈 가공선을 사용하여 전철화되었다. 트램은 여름철에만 운행된다.
1961년 2월 14일 밤 동안 리펠알프 그랜드 호텔이 화재로 전소되었다. 원래의 트램 차량은 화재에서 살아남았지만, 호텔의 교통량이 없었기 때문에 트램 서비스가 중단되었으며, 마지막 운행은 1960년 9월 30일이었다. 차량은 보관을 위해 체르마트로 옮겨졌고, 이후 40년 동안 노선이 폐쇄되었다.
1998년에 오래된 그랜드 호텔 부지에 새로운 리펠알프 리조트 건설 작업이 시작되었다. 이 재건의 일환으로 트램 노선이 원래 노선에 개통되었다. 원래 차량의 나무 몸체는 보관 시 열화되었고, 현대의 안전 표준에서 원래 3상 공급 장치의 재도입을 금지했다. 따라서 원래 차량은 교체되면서 본체와 배터리 전원을 사용하여 재건되었다. 새로운 노선은 2001년 6월 15일에 개통되었다.

## 운행
트램 라인은 해발 2,210m의 리펠알프역과 해발 2,222m의 리펠알프 리조트를 연결하는 보도를 따라 올라간다. 노선의 길이는 675m이며, 800mm 미터궤이다.
라인의 역 끝에서 트램은 역 건물을 공유하고 화물 램프와 연결된다. 이것은 두 개의 다른 철도가 만나는 유럽에서 가장 높은 역이며, 리펠알프 역 자체는 가장 높은 야외 역 중 하나이다. 그러나 길이가 1,000mm 미터궤인 고르너그라트 철도에 직접 연결되지는 못한다. 라인의 리조트 끝에는 터미널 루프와 배터리 스테이션이 있는 트램 정거장이 있다.
화물 트레일러와 함께 사용 중인 트램 2대가 있다. 두 트램 모두 배터리(80V, 400Ah)와 각각 10kW 및 10km/h(6.2mph)의 최대 속도를 제공하는 2개의 DC 모터로 구동된다. 배터리는 전기 제동 작동 중에 부분적으로 충전된다.
이 서비스는 6월부터 9월까지 리조트의 여름 시즌에 운영된다. 체르마트역과 리펠알프역 모두에서 포터 지원을 제공하는 리펠알프 리조트가 투숙객에게 추천하는 접근 경로이다. 리조트의 겨울 시즌인 12월부터 4월까지 트램 대신 스노모빌 서비스가 제공된다.

## 갤러리

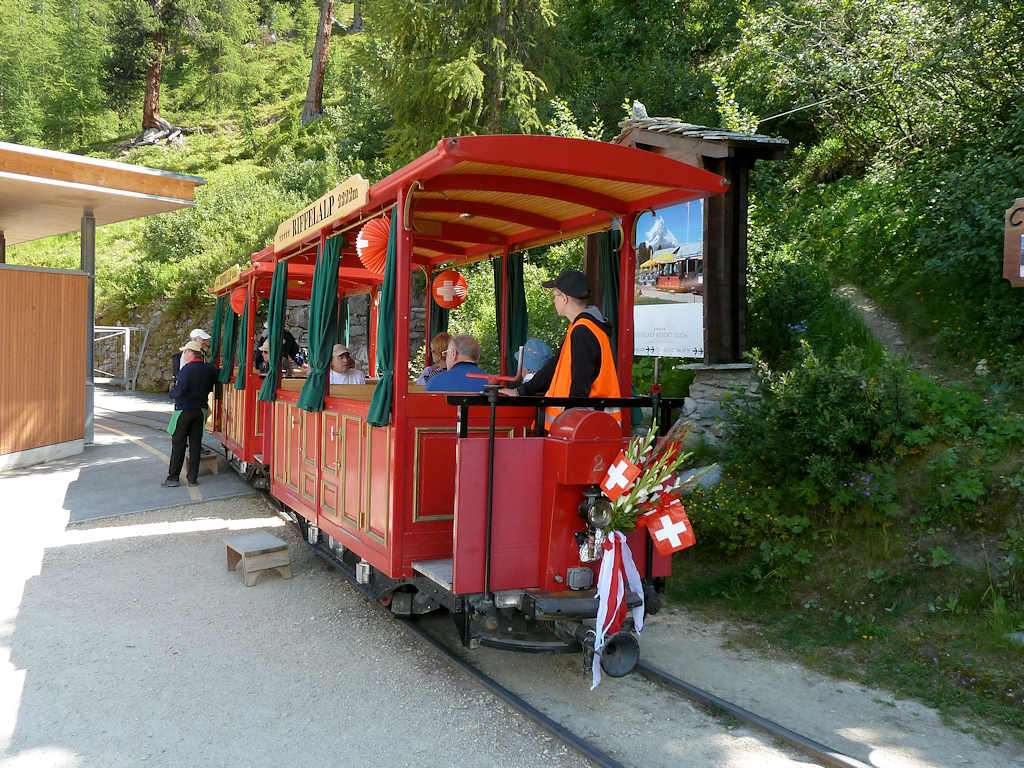
고르너그라트 철도의 리펠알프역에 있는 리펠알프 트램
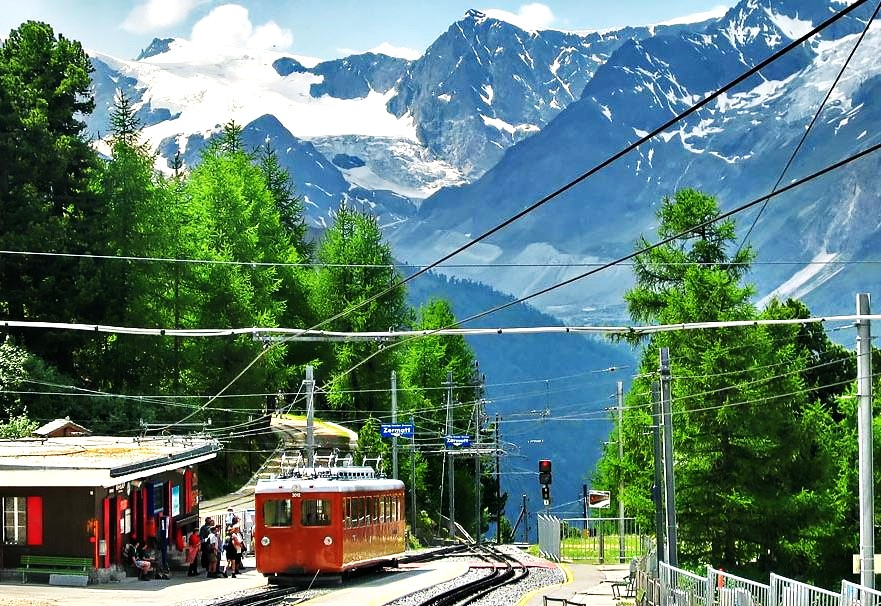
역 건물 옆에 리펠알프 트램의 선로가 보이는 등 역의 넓은 시야
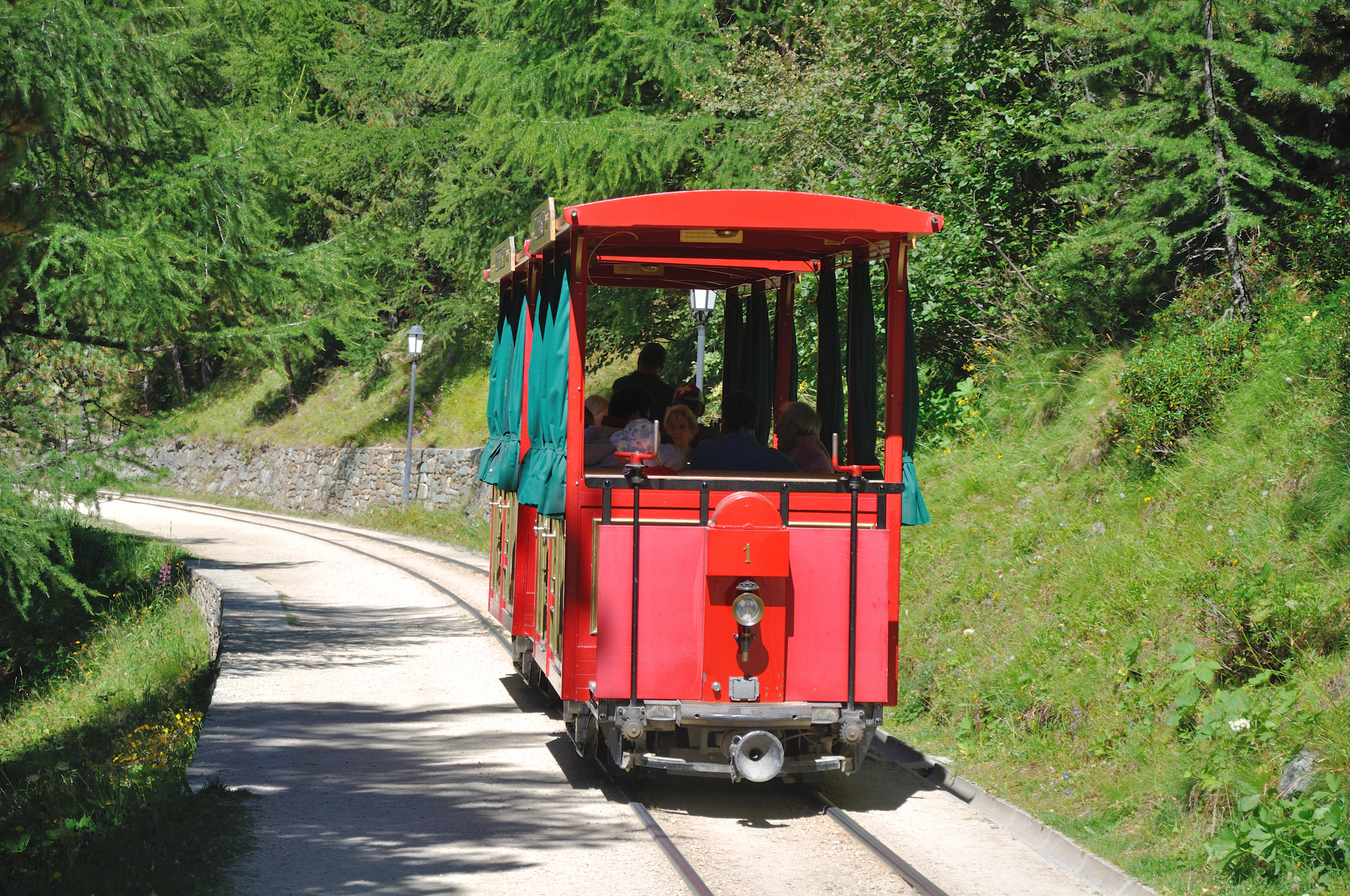
역과 호텔 사이의 오솔길에 있는 전차
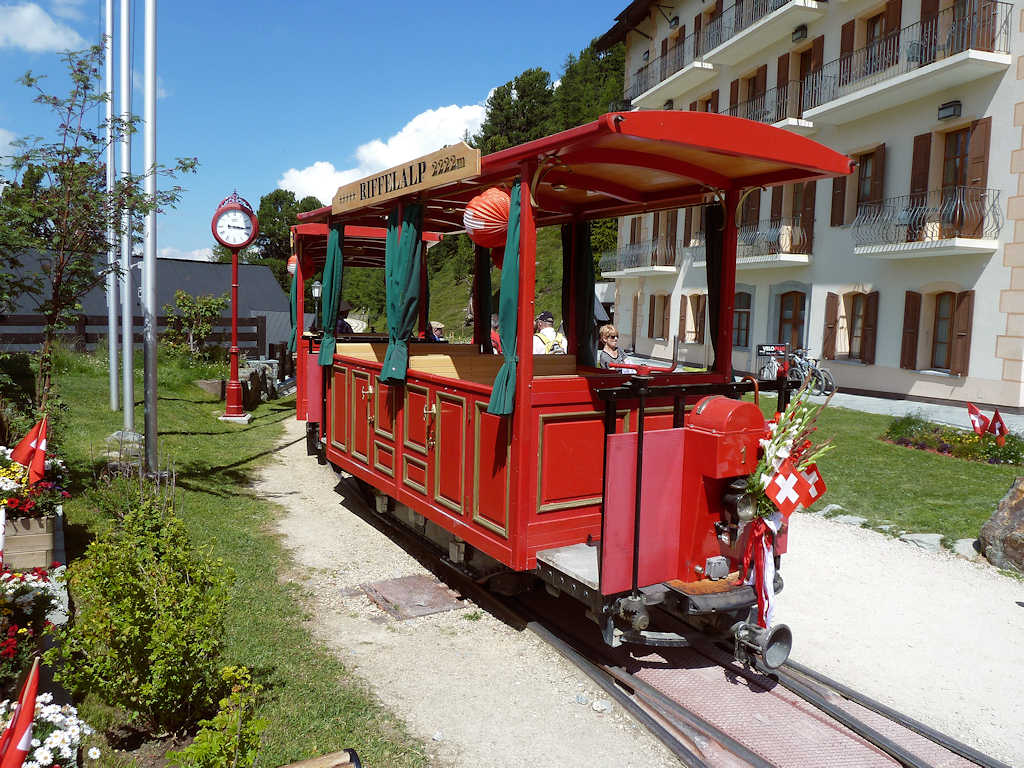
리펠알프 리조트의 트램
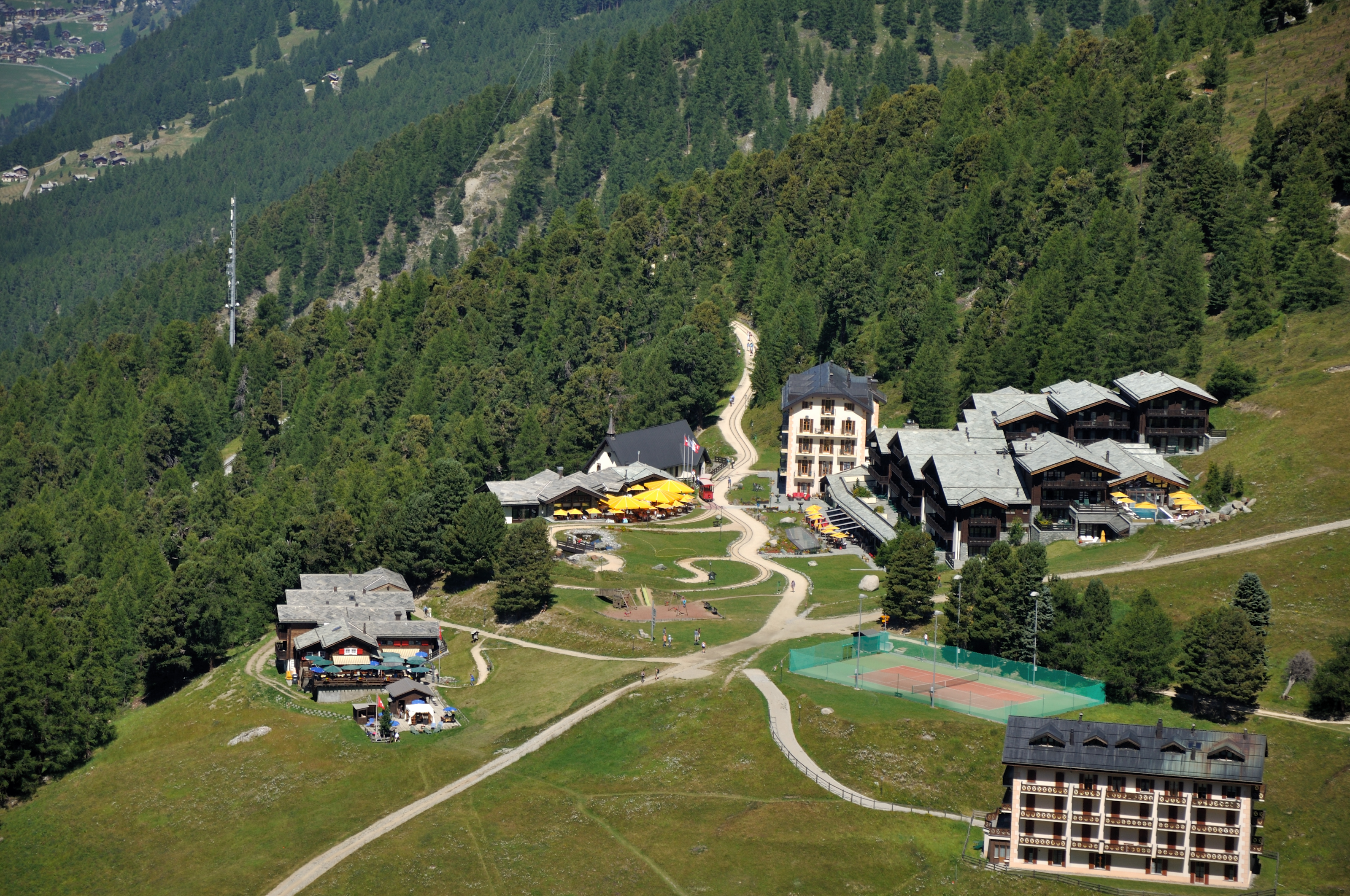
풍선 루프, 트램카, 역까지 가는 경로를 보여주는 리조트의 더 넓은 전망